# Alvar Ellegård
Alvar Ellegård (Gotemburgo, 12 de noviembre de 1919 – Gotemburgo, 8 de febrero de 2008) fue un lingüista y académico sueco. Fue profesor de inglés en la Universidad de Gotemburgo y miembro del consejo académico de la Enciclopedia Nacional Sueca.
Es autor de varios libros y artículos sobre la lengua inglesa y la lingüística, incluyendo A Statistical Method for Determining Authorship (1962). También se hizo conocido fuera del campo por su trabajo sobre el conflicto entre el dogma religioso y la ciencia, y por su promoción de la teoría del mito de Jesús, la idea de que Jesús no existió como figura histórica. Sus libros sobre religión y ciencia incluyen Darwin and the General Reader (1958), The Myth of Jesus (1992), y Jesus: One Hundred Years Before Christ. A Study in Creative Mythology (1999).

## Carrera

En su tesis de 1953, Ellegård mostró cómo el uso del do perifrástico progresó a través de diferentes entornos sintácticos durante el inglés moderno temprano.

En 1953, Ellegård publicó su tesis doctoral, que trataba sobre el desarrollo del uso del verbo auxiliar do en la gramática del inglés medio tardío y el inglés moderno temprano. Esta tesis ha permanecido como un trabajo influyente y frecuentemente citado, central en el estudio de este aspecto de la sintaxis histórica del inglés. Fue nombrado profesor asociado de inglés en el mismo año. Fue profesor de la lengua inglesa en la Universidad de Gotemburgo entre 1962 y 1984. Su libro Darwin and the General Reader (1958) es un estudio detallado de los cambios en la opinión pública británica que tuvieron lugar tras la publicación en 1859 de El origen de las especies. Se basa en un análisis de la prensa periódica de la época.
En 1977, fue elegido miembro de la Real Academia Sueca de Letras, Historia y Antigüedades.

### Escritos sobre el cristianismo
Después de su retiro, Ellegård inició una nueva línea de investigación sobre la historicidad de Jesús y la idea de que Jesús es un mito. En su libro Myten om Jesus (El Mito de Jesús) (1992), presenta nuevas teorías sobre los Rollos del Mar Muerto y su asociación con la historia temprana del cristianismo. Ellegård argumenta que el Jesús de los evangelios es una figura mítica y que los evangelios son en gran medida ficción. Identifica a la figura de Pablo de Tarso, quien tuvo una visión, como correspondiente al esenio Maestro de Justicia, el líder de los esenios en Qumran alrededor de 150 años antes de los evangelios, y escribe que fue Pablo quien creó el cristianismo a través de sus contactos con la secta que conservaba los Rollos del Mar Muerto.
Según Ellegård, el Documento de Damasco apoya esta teoría. El documento establece que los esenios se trasladaron a Damasco fuera de Jerusalén, pero la palabra "Damasco" parece ser utilizada simbólicamente para referirse al exilio. Ellegård interpreta esto como evidencia de que el "Damasco" mencionado en los Hechos de los Apóstoles de hecho es Qumran. Pablo estaba en camino a Damasco cuando tuvo una visión de Jesús.

## Publicaciones seleccionadas
- The Auxiliary Do: The Establishment and Regulation of its Use in English (Ph.D. thesis, 1953)
- Darwin and the General Reader (1958)
- A Statistical Method for Determining Authorship (1962)
- The Syntactic Structure of English Texts (1978)
- «Who were the Eruli?» Scandia 53, 1987
- Myten om Jesus: den tidigaste kristendomen i nytt ljus, Bonniers (Estocolmo 1992). ISBN 91-34-51245-4 (en sueco)
- Jesus – One Hundred Years Before Christ: A Study In Creative Mythology, (Londres 1999). ISBN 0-87951-720-4